# Nummer 1-hits in de Billboard Hot 100 in 1985
Deze hits stonden in 1985 op nummer 1 in de Billboard Hot 100.
| Datum        | Artiest                       | Titel                             |
| ------------ | ----------------------------- | --------------------------------- |
| 5 januari    | Madonna                       | Like a virgin                     |
| 12 januari   | Madonna                       | Like a virgin                     |
| 19 januari   | Madonna                       | Like a virgin                     |
| 26 januari   | Madonna                       | Like a virgin                     |
| 2 februari   | Foreigner                     | I want to know what love is       |
| 9 februari   | Foreigner                     | I want to know what love is       |
| 16 februari  | Wham! & George Michael        | Careless whisper                  |
| 23 februari  | Wham! & George Michael        | Careless whisper                  |
| 2 maart      | Wham! & George Michael        | Careless whisper                  |
| 9 maart      | REO Speedwagon                | Can't fight this feeling          |
| 16 maart     | REO Speedwagon                | Can't fight this feeling          |
| 23 maart     | REO Speedwagon                | Can't fight this feeling          |
| 30 maart     | Phil Collins                  | One more night                    |
| 6 april      | Phil Collins                  | One more night                    |
| 13 april     | USA For Africa                | We are the world                  |
| 20 april     | USA For Africa                | We are the world                  |
| 27 april     | USA For Africa                | We are the world                  |
| 4 mei        | USA For Africa                | We are the world                  |
| 11 mei       | Madonna                       | Crazy for you                     |
| 18 mei       | Simple Minds                  | Don't you (forget about me)       |
| 25 mei       | Wham!                         | Everything she wants              |
| 1 juni       | Wham!                         | Everything she wants              |
| 8 juni       | Tears For Fears               | Everybody wants to rule the world |
| 15 juni      | Tears For Fears               | Everybody wants to rule the world |
| 22 juni      | Bryan Adams                   | Heaven                            |
| 29 juni      | Bryan Adams                   | Heaven                            |
| 6 juli       | Phil Collins                  | Sussudio                          |
| 13 juli      | Duran Duran                   | A view to a kill                  |
| 20 juli      | Duran Duran                   | A view to a kill                  |
| 27 juli      | Paul Young                    | Everytime you go away             |
| 3 augustus   | Tears For Fears               | Shout                             |
| 10 augustus  | Tears For Fears               | Shout                             |
| 17 augustus  | Tears For Fears               | Shout                             |
| 24 augustus  | Huey Lewis and the News       | The power of love                 |
| 31 augustus  | Huey Lewis and the News       | The power of love                 |
| 7 september  | John Parr                     | St. Elmo's fire (Man in motion)   |
| 14 september | John Parr                     | St. Elmo's fire (Man in motion)   |
| 21 september | Dire Straits                  | Money for nothing                 |
| 28 september | Dire Straits                  | Money for nothing                 |
| 5 oktober    | Dire Straits                  | Money for nothing                 |
| 12 oktober   | Ready For The World           | Oh Sheila                         |
| 19 oktober   | a-ha                          | Take on me                        |
| 26 oktober   | Whitney Houston               | Saving all my love for you        |
| 2 november   | Stevie Wonder                 | Part-time lover                   |
| 9 november   | Jan Hammer                    | Miami Vice theme                  |
| 16 november  | Starship                      | We built this city                |
| 23 november  | Starship                      | We built this city                |
| 30 november  | Phil Collins & Marilyn Martin | Separate lives                    |
| 7 december   | Mr. Mister                    | Broken wings                      |
| 14 december  | Mr. Mister                    | Broken wings                      |
| 21 december  | Lionel Richie                 | Say you, say me                   |
| 28 december  | Lionel Richie                 | Say you, say me                   |

1940 ·
1941 · 
1942 ·
1943 ·
1944 ·
1945 ·
1946 ·
1947 ·
1948 ·
1949 ·
1950 ·
1951 ·
1952 ·
1953 ·
1954 ·
1955 ·
1956 ·
1957 ·
1958 ·
1959 ·
1960 ·
1961 ·
1962 ·
1963 ·
1964 ·
1965 ·
1966 ·
1967 ·
1968 ·
1969 ·
1970 ·
1971 ·
1972 ·
1973 ·
1974 ·
1975 ·
1976 ·
1977 ·
1978 ·
1979 ·
1980 ·
1981 ·
1982 ·
1983 ·
1984 ·
1985 ·
1986 ·
1987 ·
1988 ·
1989 ·
1990 ·
1991 ·
1992 ·
1993 ·
1994 ·
1995 ·
1996 ·
1997 ·
1998 ·
1999 ·
2000 ·
2001 ·
2002 ·
2003 ·
2004 ·
2005 ·
2006 ·
2007 ·
2008 ·
2009 ·
2010 ·
2011 ·
2012 ·
2013 ·
2014 ·
2015 ·
2016 ·
2017 ·
2018 ·
2019 ·
2020 ·
2021 ·
2022 ·
2023
- Nederland (Top 40)
- Nederland (Single Top 100)
- Nederland (Verrukkelijke 15)
- Vlaanderen (Radio 2 Top 30)
- Duitsland
- Frankrijk
- Italië
- Verenigd Koninkrijk
- Verenigde Staten (Hot 100)